# Demônio Colorido
Demônio Colorido é O álbum de estréia da cantora Sandra de Sá lançado em 1980.

## Recepção
A música Demônio Colorido alcançou a posição número 25 entre as 100 músicas mais tocadas no ano de 1980

## Curiosidades
A própria Sandra é a compositora da faixa-título Demônio Colorido além de também ser a autora ou co-autora de outras faixas deste disco como: Bandeira, Saudade Vadia, Essa Figueira e Cantar. Outros compositores do disco são Fagner, Fafy Siqueira, Fábio Júnior e Gilberto Gil
(Sandra de Sá) Sandra defendeu Demônio colorido, de sua autoria, no Festival MPB-80, da TV Globo. A música não venceu o Festival, mas sua participação projetou a cantora nacionalmente. 

## Faixas
1. "Pé de Meia"
2. "Cavalo Ferro" (Fagner / Ricardo Bezerra)
3. "Na Mira dos Seus Olhos" (Wania Andrade / Solange Boëke)
4. "Receio de Errar" (Mauro Marcondes / Caito)
5. "Bandeira" (Sandra de Sá / Faffy)
6. "É" (Gilberto Gil)
7. "Vinte e Poucos Anos" (Fábio Júnior)
8. "Saudade Vadia" (Fátima / Solange / Sandra de Sá)
9. "Essa Figura" (Sandra de Sá)
10. "Mucama" (Ronaldo Malta)
11. "Cantar" (Sandra de Sá / Faffy)
12. "Demônio Colorido" (Sandra de Sá)